# Belgische houtzaak
De Belgische houtzaak, of Commissie/België (HvJ EG 5 mei 1970, ECLI:EU:C:1970:34) is de roepnaam van een arrest van het Hof van Justitie van de Europese Gemeenschappen gewezen op 5 mei 1970, inzake een inbreukprocedure ingesteld door de Commissie van de Europese Gemeenschappen tegen het Koninkrijk België. Uit het arrest volgt dat aansprakelijkheid van een lidstaat wegens niet-nakoming van verdragsverplichtingen kan worden aangenomen ongeacht de vraag welk orgaan daadwerkelijk uitvoering geeft aan de verplichtingen.

## Feiten en procesverloop
De feiten die aanleiding gaven tot het arrest waren als volgt. België had een belasting geheven op ingevoerd hout die weliswaar gelijk was aan belastingen geheven op binnenlands hout, maar op een andere grondslag berustte, zodat de Commissie van mening was dat het koninkrijk zijn verplichtingen op grond van artikel 95 van het EEG-Verdrag (thans art. 110 VWEU) inzake het verbod op discriminerende binnenlandse belastingen niet was nagekomen. Na door de Commissie in de gelegenheid te zijn gesteld opmerkingen hierover te maken heeft de Belgische regering op 27 juni 1967 een wetsontwerp ingediend bij het Federaal Parlement om te trachten de inbreuk op te heffen, maar dit wetsontwerp verviel toen de Kamers op 2 maart 1968 ontbonden werden, zodat de regering het opnieuw moest indienen.
Op 20 december 1968 diende de regering het wetsontwerp opnieuw in. Op dat moment had de Commissie al een met redenen omkleed advies (zoals bedoeld in artikel 226 EG, thans 258 VWEU) uitgebracht. Na kennisneming van het opnieuw indienen van het ontwerp heeft de Commissie de termijn verlengd tot 30 juni 1969. Toen op die datum het ontwerp nog niet was aangenomen heeft de Commissie bij verzoekschrift, ter griffie gedeponeerd op 22 december 1969, krachtens artikel 169 (thans 258) van het Verdrag bij het Hof een beroep aanhangig gemaakt, daartoe strekkende dat zal worden verstaan:

Dat het Koninkrijk België een verplichting ex artikel 95 van het EEG-Verdrag niet is nagekomen, daar het hetzelfde in artikel 31-14 van de algemene verordening op de met het zegel gelijkgestelde taksen (koninklijk besluit van 3 maart 1927) voorziene belastingtarief enerzijds op ingevoerd hout, waarvoor het naar deszelfs waarde bij de inverbruikverklaring wordt berekend, en anderzijds op inlands hout geleverd op stam of geveld heeft toegepast."
— rechtsoverweging 1 van het arrest

België beriep zich er in de procedure op dat het het wetsontwerp niet op tijd door het parlement had kunnen krijgen, omdat het tussentijds ontbonden was, en er dus sprake was van een geval van overmacht (rechtsoverweging 14 van het arrest).

## Beoordeling door het Hof en relevantie
Het Hof overwoog dat de verplichtingen als bedoeld in artikel 95 EEG-Verdrag voor de lidstaten in hun hoedanigheid van lidstaat gelden, ongeacht welk orgaan daadwerkelijk uitvoering geeft aan deze verplichtingen, en dus ongeacht welk orgaan het verzuim veroorzaakt, zelfs al betreft het een constitutioneel onafhankelijk orgaan zoals het parlement, en dat het verweer van overmacht daarom niet kan worden gehonoreerd (rechtsoverwegingen 15 en 16 van het arrest). Het Hof verklaarde voor recht dat België zijn verplichtingen niet was nagekomen.
Uit de Belgische houtzaak volgt dat alle organen van een lidstaat gehouden zijn de verplichtingen die de verdragen opleggen na te leven, en dat aansprakelijk ook kan worden aangenomen als de niet-nakoming wordt veroorzaakt door handelen van constitutioneel onafhankelijke organen.